# Frauenwahlrecht in Südamerika, Mittelamerika und Mexiko
Das Frauenwahlrecht in Südamerika, Mittelamerika und Mexiko wurde Mitte des 20. Jahrhunderts erreicht. Als erstes Land in dieser Region gestand Ecuador Frauen 1929 ein beschränktes Wahlrecht auf nationaler Ebene zu. Brasilien und Uruguay führten 1932 als erste Staaten der Gruppe gleiche Wahlbedingungen für Frauen und Männer auf nationaler Ebene ein, Schlusslicht war Paraguay 1961.

Auf die Einführung des Frauenwahlrechts wirkten sich in manchen der Staaten gewaltsame Umstürze, ein erstarkender Nationalismus und wachsender Wohlstand positiv aus. Ein Hindernis war dagegen das herrschende Gesellschaftsbild, das Frauen auf ihre Rolle in Haus und Kirche beschränkte. Eine weitere Schwierigkeit lag darin, dass die Frauen sich stärker für die Verbesserung von Bildung und Versorgung engagierten als für politische Gleichstellung. Auch der Mangel an demokratischen Traditionen wirkte sich negativ aus.

## Gemeinsamkeiten der Ausgangssituation
In den meisten Staaten wird Spanisch, Portugiesisch oder Französisch gesprochen, der Katholizismus ist die verbreitetste Religion, und alle Staaten wurden bis zur Unabhängigkeit von europäischen Staaten kolonisiert und beherrscht und standen danach im Schatten der USA. Die Unabhängigkeit der einzelnen Kolonien wurde ab 1808 erkämpft, nachdem Napoleon 1807/1808 Spanien und Portugal erobert hatte, was dazu führte, dass diese beiden Kolonialmächte die überseeischen Besitzungen nicht mehr halten konnten.
Geschlechterrollen
Zur Zeit der Unabhängigkeit herrschten patriarchalische Verhältnisse mit getrennten Geschlechterrollen. Die Dominanz der Männer wurde mit dem Begriff machismo gekennzeichnet. Frauen hatten keine politischen Rechte.
Innenpolitische Situation
In den Jahren 1932 bis 1961, als das Frauenwahlrecht in Lateinamerika eingeführt wurde, waren die Regierungen meist schwach, immer wieder wurde der Ruf nach dem starken Mann laut, und auf politische Schwierigkeiten wurde öfter mit erhöhtem Druck als mit einer Ausweitung der Demokratie reagiert.
Gesellschaftliche Situation
Im Familienrecht galten unterschiedliche Standards für Frauen und Männer. Themen wie die Verbesserung der Gesundheit der Bevölkerung oder die Anerkennung der Rechte von abhängig Beschäftigten, Müttern und Ehefrauen sowie die Bildung von Frauen galten als dringender als das Frauenwahlrecht.
Das Frauenwahlrecht war kein zentrales Thema für lateinamerikanische Feministinnen, denn in den meisten Ländern gab es auch keine Tradition eines Männerwahlrechts, das zu politischem Einfluss geführt hätte. Auch wurde die Meinung vertreten, Frauen sollten sich aus der korrupten, männlich geprägten Welt der Politik heraushalten.
Große gesellschaftliche Gruppen standen dem Frauenwahlrecht negativ gegenüber: Progressive, die den Anschluss an europäische Standards auf anderen Gebieten suchten, hatten große Bedenken, dass eine politische Ermächtigung von Frauen die Konservativen stärken würde. Die katholische Kirche stellte sich dagegen, dass Frauen ihre traditionelle Rolle in Frage stellten, und sogar Radikale setzten sich nicht für die politischen Rechte von Frauen ein, weil sie einen zu großen Einfluss des Klerus auf sie und damit auf die nationale Politik befürchteten.
Internationale Einflüsse
Spanien und Portugal, die ehemaligen Kolonialherren, waren keine Vorreiter des Frauenwahlrechts, wohl aber Großbritannien. Im geografischen Umfeld boten die USA und Neuseeland eine Orientierung in Richtung auf einen Fortschritt.

## Einflussfaktoren auf dem Weg zum Frauenwahlrecht
In manchen Staaten wirkten sich gewaltsame Umstürze, ein erstarkender Nationalismus und wachsender Wohlstand auf die Einführung des Frauenwahlrechts positiv aus. Ein Hindernis war dagegen vielerorts das herrschende Gesellschaftsbild, das Frauen auf ihre Rolle in Haus und Kirche beschränkte. Eine weitere Schwierigkeit lag darin, dass die Verbesserung von Bildung und Versorgung stärker im Fokus der Frauen stand als die politische Gleichstellung. Auch der Mangel an demokratischen Traditionen wirkte sich negativ aus.
Wohlstand
Nach Trevor Lloyd war Wohlstand der Schlüsselfaktor für die Einführung des Frauenwahlrechts in der Region. Staaten wie Brasilien, Kuba und Uruguay waren vergleichsweise wohlhabend und bestrebt, durch die Einführung des Frauenwahlrechts näher an die USA zu rücken. Doch Wohlstand war kein alles bestimmender Einflussfaktor: Zwar führten die reichen Staaten Uruguay und Brasilien das Frauenwahlrecht vergleichsweise früh, vor 1940, ein, doch das große und wirtschaftlich relativ gut gestellte Argentinien gewährte das Frauenwahlrecht erst 1947. In Mexiko wurde es erst 1953 in Kraft gesetzt. Ecuador, Vorreiter bei der Einführung des Frauenwahlrechts, war keineswegs eines der wohlhabendsten Länder der Region, vielmehr wirtschaftlich unterentwickelt und zudem politisch instabil.
Mangel an demokratischen Traditionen
Die Bevölkerung setzt sich aus Indigenen, den Nachfahren von Eroberern und europäischen Kolonialisten und den Nachfahren afrikanischer Sklaven zusammen. Als die Kolonien in der ersten Hälfte des 19. Jahrhunderts unabhängig wurden, waren die Grundsätze der Gleichbehandlung vor dem Gesetz und der Achtung vor den Rechten des Einzelnen in der Region nicht verankert.
Nationalismus
In Uruguay war der stark nationalistische Ansatz der Verfassung ein Wegbereiter des Frauenwahlrechts. Die Verfassung bestimmte, dass alle Bürger über das aktive und passive Wahlrecht verfügten; Bürger waren aber nur die in Uruguay Geborenen. Andere erhielten das Wahlrecht nur durch Heirat oder wenn sie bestimmte Anforderungen an Eigentum oder Bildung erfüllten oder seit 15 Jahren im Land lebten. Auf diesem Weg wurden die zahlreichen Immigranten, potentielle Unruhestifter, von den Wahlen ausgeschlossen. Das Frauenwahlrecht wurde somit als nationalistisches Bollwerk gegen eine Radikalisierung von außen in einer Zeit errichtet, zu der der Arbeitsmarkt von europäischen Immigranten überschwemmt wurde.
Gewaltsame Umstürze
Revolutionen, politische Umstürze und der Kampf um die Unabhängigkeit waren häufig Katalysatoren für die Umsetzung des Frauenwahlrechts. So wurde zum Beispiel in Kuba das Frauenwahlrecht infolge des Sturzes des Diktators Gerardo Machado 1934 eingeführt. Der Zusammenhang hat sich allerdings bei anderen Staaten nicht gezeigt: Im 20. Jahrhundert ereigneten sich viele gewaltsame Umstürze, die keinen Einfluss auf das Frauenwahlrecht hatten.
Demokratisierung
Ein Zusammenhang zwischen der Demokratisierung eines Staates und der Einführung des Frauenwahlrechts lässt sich nicht feststellen. Der Einführung des allgemeinen Wahlrechts für Männer, Zeichen eines demokratischen Wandels, hinkte das Frauenwahlrecht oft um Jahrzehnte hinterher.
Unabhängigkeitsbewegungen
Unabhängigkeitsbewegungen forderten zwar die Staatsbürgerschaft für Frauen, meist aber keine politische Gleichberechtigung oder höchstens für Mütter: Erfolgreiche Kampagnen forderten das Frauenwahlrecht mit der Begründung, Frauen könnten so die Werte Mutterschaft und Familie in die Politik einbringen.
Populistische Bewegungen

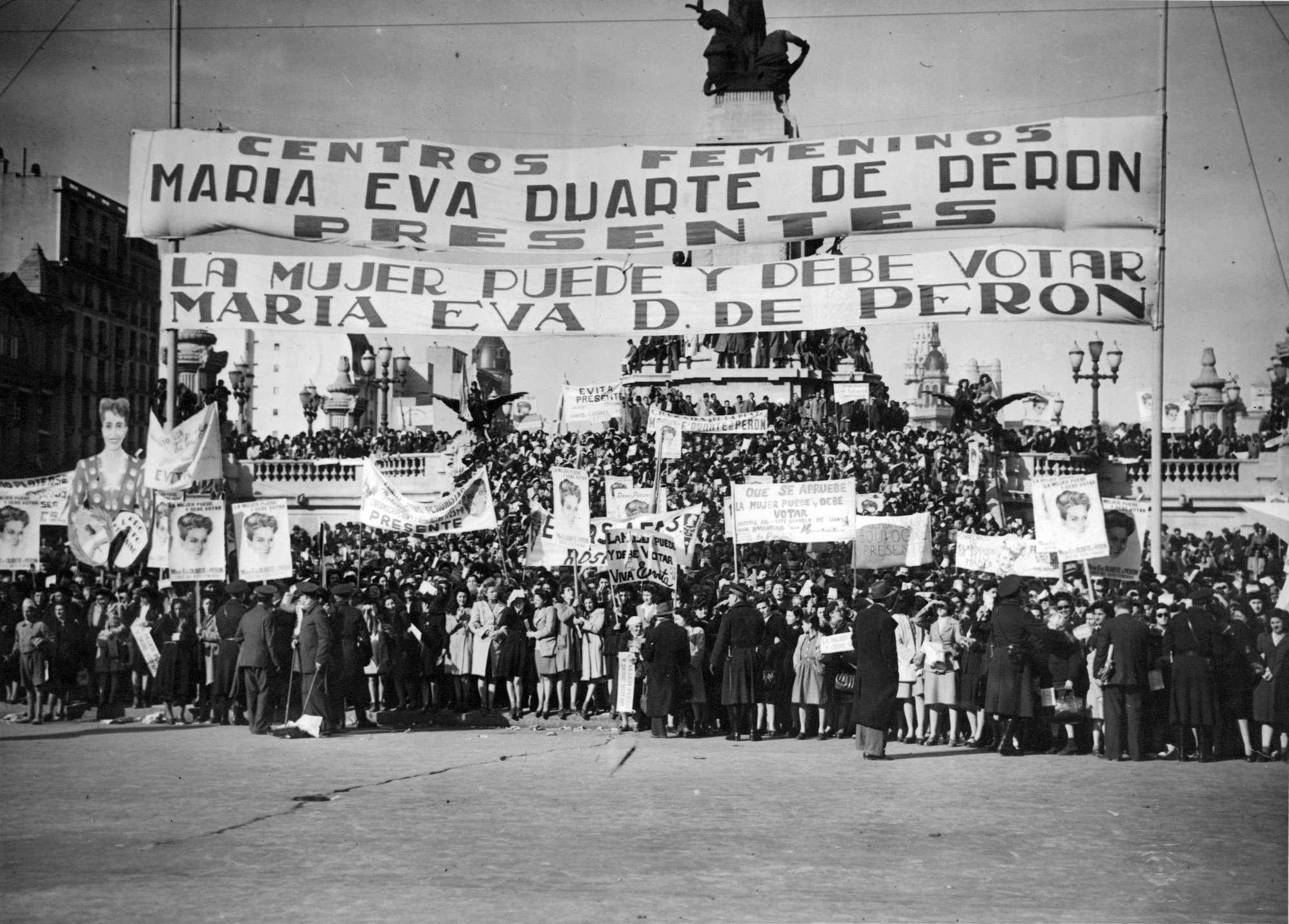
Demonstration für das Frauenwahlrecht vor dem argentinischen Kongress, 1948; die Person Eva Peróns wird auf den Transparenten stark betont

Feministinnen in den populistischen Bewegungen sahen politische Rechte von Frauen in Diktaturen als bedeutungslos an, erkannten aber auch, dass das Frauenwahlrecht die Wählerschaft dieser Bewegungen vergrößern könne. Auf den Einfluss von Feministinnen geht es zurück, dass sich nach 1936 der Einsatz für das Frauenwahlrecht von den Liberalen zu den populistischen Bewegungen verschob: Die Gleichberechtigung von Frauen und Männern wurde von Politikerinnen wie der Panamaerin Felicia Santizo als Bollwerk gegen den Faschismus propagiert.
In Argentinien war die Anziehungskraft der Idee des Frauenwahlrechts eng an die Person Eva Peróns geknüpft. Sie wirkte als Rollenmodell, das zwar über politische Macht verfügte, diese aber nur zur Unterstützung eines starken Mannes einsetzte. Da die argentinischen Frauen jahrelang feministische Ideen und Argumente abgelehnt hatten, war der Erfolg von Eva Perón ein harter Schlag für Feministinnen. Die Einführung des Frauenwahlrechts geht auf populistische Bewegungen in Verbindung mit einem fortschrittlichen Wahlverfahren zurück.
Internationale Organisationen
Der Einfluss internationaler Organisationen auf die Einführung des Frauenwahlrechts ergibt kein einheitliches Bild. Die Besuche von Carrie Chapman Catt von der International Women Suffrage Alliance nährten zwar die Begeisterung, ließen aber die Organisationen vor Ort ohne weitere Unterstützung: Ein Jahr nach Catts Besuch in Peru war das Frauenwahlrecht zu unrealistisch, um konkrete Wirkungen zu zeigen. So wurde auf dem Treffen der Union 1938 in Peru etwa die Unterstützung der politischen Gleichheit proklamiert, für deren Umsetzung die Mitgliedstaaten noch bis zu 26 Jahre brauchen sollten.
Traditionelle Geschlechterrollen
Für Unterstützer und Gesetzgeber verlief der Weg zum Frauenwahlrecht in der Region über die Veränderung des Bewusstseins der Frauen. Die Gegner der politischen Gleichberechtigung der Geschlechter argumentierten, dass Frauen durch politische Arbeit vermännlicht und entsexualisiert würden. Auch bei vielen Frauen herrschte die Überzeugung vor, sie sollten sich auf Haus und Kirche beschränken und die Politik den starken Männern überlassen. Asunción Lavrin bemerkte, die schwierigste Aufgabe für lateinamerikanische Feministinnen liege nicht darin, Männer davon zu überzeugen, dass Frauen reif für das Frauenwahlrecht waren, sondern bei ihren Geschlechtsgenossinnen einen Bewusstseinswandel herbeizuführen.

## Entwicklungslinien im internationalen Kontext
In der Pionierphase der Einführung des Frauenwahlrechts im 19. Jahrhundert waren derartige Bestrebungen in dieser Region nicht mehr als gewagte Experimente. Durch den Kampf um eine repräsentative Demokratie in Staaten von internationalem Gewicht wie Großbritannien, die USA, Deutschland und Russland wurden in der Folgezeit auch in Südamerika, Mittelamerika und Mexiko beim Thema Frauenwahlrecht Fortschritte erzielt. Ab etwa 1930 war das Frauenwahlrecht im internationalen Verständnis zu einem Standard für Bürgerrechte geworden, der keine große Aufmerksamkeit mehr erhielt; auf nationaler Ebene war es allerdings immer noch von großer Bedeutung. Ende der 1930er Jahre war das Frauenwahlrecht bereits in Ecuador, Chile, Brasilien, Uruguay, Bolivien und El Salvador eingeführt worden, unterlag allerdings unterschiedlichen Beschränkungen (siehe  unten). Es wurde aber schon als notwendiges Attribut einer modernen Nation angesehen. Die Demokratie war auch nicht mehr, wie noch im 19. Jahrhundert, für fortschrittlich Gesinnte, das leuchtende politische Ziel; vielmehr dominierten Faschismus und Kommunismus die politische Szene. Das Frauenwahlrecht war hinter die Tagesordnung der nationalen Politik zurückgetreten.
Das Frauenwahlrecht wurde in der Region zuerst in kleineren politischen Einheiten fernab von den Machtzentren erreicht: 1929 gewährte das kleine Ecuador Frauen als erstes lateinamerikanisches Land das Wahlrecht, nicht etwa einer der großen Staaten wie Brasilien oder Mexiko oder eines der fortschrittlichsten wie Argentinien oder Chile. Zwar folgte auf Ecuador 1932 Brasilien, doch im selben Jahr wurde das Frauenwahlrecht im kleinen Uruguay eingeführt.

## Mittelamerika und Mexiko

### Belize
Unter der britischen Verwaltung erhielten Frauen am 25. März 1954 das Wahlrecht, das bei der Unabhängigkeit 1981 bestätigt wurde.
Passives Frauenwahlrecht: 25. März 1954.
Erste Wahl einer Frau ins koloniale Parlament: Gwendolyn Margurite Lizarraga 1965; ins nationale Parlament: 1984

### Costa Rica
Während des gesamten 19. Jahrhunderts galt ein durch Besitz- und Bildungsqualifikationen beschränktes Wahlrecht. Frauen waren bis 1847 implizit, seither explizit vom Wahlrecht ausgeschlossen. Die Verfassung von 1949 schrieb zunächst das allgemeine Wahlrecht für alle Männer und Frauen ab 20 Jahren fest. Am 20. Juni 1949 wurde ein Gesetz eingeführt, das Staatsbürgerschaft als einen Komplex von Pflichten und politischen Rechten definierte, der für alle Staatsangehörigen über 18 Jahre unabhängig vom Geschlecht galt. Dieses Gesetz wurde mit einem Abstimmungsergebnis von 33 zu 8 angenommen. Die Einführung des aktiven und passiven Frauenwahlrechts erfolgte am 17. November 1949.
1953 saßen erstmals Frauen im nationalen Parlament; drei Frauen waren ernannt worden.

### El Salvador
1939 wurde das aktive Wahlrecht für Frauen über 25 Jahre (falls verheiratet) bzw. über 30 Jahre (falls ledig) eingeführt. Der Wahlgang war für Frauen freiwillig, für Männer dagegen Pflicht. Ab 1959 besaßen alle Salvadorianer über 18 Jahre unabhängig vom Geschlecht das aktive Wahlrecht.
Das passive Frauenwahlrecht wurde 1961 eingeführt.
Am 29. Dezember 1961 wurden erstmals zwei Frauen ins nationale Parlament gewählt.

### Guatemala
Die Verfassung von 1879 legte das direkte Wahlrecht fest. Es galt für alle alphabetisierten Männer über 21 Jahre bzw. für diejenigen Männer, die über ein Amt, eine Rente oder sonstiges Einkommen verfügten. Mit der Verfassung von 1945 und dem Wahlgesetz von 1946 wurde das Frauenwahlrecht eingeführt; allerdings unterschied man verschiedene Ebenen des Wahlrechts: Für männliche Alphabeten über 18 Jahre bestand Wahlpflicht, wohingegen das geheime Wahlrecht für weibliche Alphabeten optativ war; für männliche Analphabeten war die Wahl geheim, aber öffentlich.
1956 wurde die geheime Wahl bei Wahlpflicht für Männer und Frauen eingeführt, die des Lesens und Schreibens mächtig waren; für männliche Analphabeten bestand keine Wahlpflicht; weibliche Analphabeten durften nicht wählen.
Ein eingeschränktes passives Frauenwahlrecht, das Frauen ausschloss, die nicht lesen und schreiben konnten, wurde 1946 eingeführt. Auch nach den rechtlichen Veränderungen 1956 durften Analphabetinnen nicht gewählt werden. Die Verfassung von 1965 dehnte das passive Wahlrecht zwar auf alle Bürgerinnen und Bürger aus, aber für Frauen, die nicht lesen und schreiben konnten, war die Stimmabgabe immer noch nicht verpflichtend. Erst die Verfassung von 1985 stellte bei den Bedingungen für das Wahlrecht vollständige Gleichheit zwischen Frauen und Männern her.
Die erste Wahl einer Frau ins nationale Parlament, Alma Rosa Castañeda de Mora, erfolgte 1956.

### Honduras
Mit der Verfassung von 1894 wurde das allgemeine, gleiche und geheime (1906: öffentliche) Männerwahlrecht eingeführt; erst 1954 aber erhielten die Frauen das Wahlrecht. Während dieses für Frauen optativ war, bestand für Männer durchweg Wahlpflicht. Das für die Zuerkennung des Wahlrechts notwendige Mindestalter schwankte zwischen 18 und 21 Jahren.
Das passive Frauenwahlrecht wurde am 25. Januar 1955 Gesetz.
Die erste Wahl von weiblichen Abgeordneten ins nationale Parlament erfolgte 1957. Drei Frauen wurden gewählt.

### Mexiko
In einigen Bundesstaaten durften Frauen an kommunalen und Bundesstaatenwahlen früher teilnehmen als auf nationaler Ebene. Yucatán und San Luis Potosí waren die ersten Staaten, die 1922 und 1923 das Wahlrecht auf Frauen übertrugen. 1946 erhielten Frauen überall das kommunale Wahlrecht.
Als Adolfo Ruiz Cortines 1952 die Wahl zum Präsidenten gewonnen hatte, löste er seine Zusage ein, eine Abstimmung über das aktive und passive Frauenwahlrecht auf nationaler Ebene ins Parlament einzubringen. Am 22. Dezember 1952 wurde der Gesetzesvorschlag des Präsidenten vom Kongress einstimmig beschlossen und wenige Tage später vom Senat mit einer Gegenstimme ebenfalls angenommen. Die Regelungen wurden am 6. Oktober 1953 in Kraft gesetzt und verkündet. 1954 konnten Frauen sich an Kongresswahlen beteiligen, am 6. Juli 1958 erstmals an Präsidentschaftswahlen.
Das passive Frauenwahlrecht wurde am 17. Oktober 1953 Gesetz.
1952 wurde nach der Schaffung des neuen Bundesstaates Baja California eine Frau zur Abgeordneten im Parlament ernannt. Die erste Wahl einer Frau ins nationale Parlament erfolgte im Juli 1955: Vier Frauen von insgesamt 162 Abgeordneten des Unterhauses. Die ersten beiden weiblichen Abgeordneten des Oberhauses, das 60 Mitglieder hatte, wurden im Juli 1964 gewählt.

### Nicaragua
Die Verfassungen von 1939, 1948 und 1950 hatten die Einführung des Frauenwahlrechts an eine qualifizierte Mehrheit in der Legislative gebunden. Das Frauenwahlrecht wurde am 21. April 1955 eingeführt. Es durften bei den Wahlen von 1957 unter denselben Altersvoraussetzungen wie Männer erstmals Frauen wählen. Nach der Revolution von 1979 erhielten alle nicaraguanischen Staatsbürger über 16 Jahre das Wahlrecht.
Das passive Frauenwahlrecht wurde am 21. April 1955 Gesetz.
Weibliche Abgeordnete im nationalen Parlament gab es erst ab 1972. Im Februar 1972 wurden acht Frauen gewählt.

### Panama
Die Verfassung von 1904 sah das allgemeine Männerwahlrecht für alle Panamaer über 21 Jahre vor.
Ein Wahlgesetz Nummer 98 vom 5. Juli 1941 gab Frauen über 21 das aktive und passive Wahlrecht auf Provinzebene, wenn diese einen Universitätsabschluss, ein Lehramtsexamen, eine abgeschlossene Berufsausbildung oder den Besuch einer Sekundarschule vorweisen konnten. Das allgemeine aktive und passive Wahlrecht erhielten Frauen erst am 1. März 1946.
Die ersten weiblichen Abgeordneten im nationalen Parlament gab es 1946, zwei Frauen wurden gewählt.

## Südamerika

### Argentinien
Im Unterhaus wurde am 17. September 1932 ein Gesetz beschlossen, das Frauen über 18 unabhängig von ihrer Alphabetisierung das Wahlrecht gab. Das konservative Oberhaus (Senat) wies das Gesetz zurück. Als Juan Perón im Februar 1946 zum Präsidenten gewählt worden war, brachte er ein Gesetz auf den Weg, das Frauen das Wahlrecht verschaffen sollte. Einige Konservative versuchten, das Gesetz zu blockieren, und zögerten die Abstimmung darüber immer wieder hinaus. Als die Präsidentengattin Eva Perón von einer Europareise zurückkehrte und die Situation erfasste, begab sie sich mit vielen Unterstützerinnen zum Kongressgebäude und stellte klar, dass sie bleiben würde, bis das Gesetz verabschiedet sei. Das Gesetz wurde beschlossen, und argentinische Frauen erhielten am 27. September 1947 das Wahlrecht. In einigen Provinzen hatten Frauen das aktive und passive Wahlrecht schon früher erhalten.
Das passive Frauenwahlrecht wurde am 29. September 1947 eingeführt.
Weibliche Abgeordnete im nationalen Parlament gab es erstmals im November 1951, 24 Frauen wurden gewählt. Sie wurden alle von Eva Perón persönlich ausgewählt für die Kandidatur auf der Liste des Partido Peronista.

### Bolivien
1938 erhielten Frauen, die lesen und schreiben konnten, und solche mit einem bestimmten Einkommen das Wahlrecht.  Erst am 21. Juli 1952 wurde es auf alle erwachsenen Frauen ausgedehnt.
Ab 1938 durften Frauen, die lesen und schreiben konnten, und solche mit einem bestimmten Einkommen gewählt werden; am 21. Juli 1952 wurde das allgemeine passive Frauenwahlrecht beschlossen.
Nach Martin gab es 1956 erstmals weibliche Abgeordnete im nationalen Parlament, eine Frau durch reguläre Wahl und eine durch Ersatzwahl, nach zwei abweichenden Quellen erst 1966.

### Brasilien
In Brasilien sah die Wahlrechtsreform von 1930 das Wahlrecht nur für alleinstehende Frauen und Witwen mit Besitz sowie für verheiratete Frauen mit Erlaubnis ihrer Männer vor. Daraufhin gingen Feministinnen in die Offensive. Das Dekret vom 24. Februar 1932 sah ein geheimes Verhältniswahlrecht vor und gab Frauen dieselben politischen Rechte wie Männern. Wer nicht lesen und schreiben konnte, war allerdings, unabhängig vom Geschlecht, wie auch in vielen anderen Ländern ausgeschlossen. Diese Klausel beschränkte die Wählerschaft auf 5 % der Bevölkerung. Die ersten Wahlen mit Beteiligung von Frauen wurden 1933 abgehalten. Nach Schätzungen machten Frauen etwa 20 Prozent der Wählerschaft aus. Der Frauenrechtlerin Bertha Lutz gelang es 1936, einen Sitz im Kongress zu erhalten. Doch das liberale politische Klima begünstigte den Extremismus von Rechts. Die Etablierung des Estado Novo von Getúlio Vargas in einem Staatsstreich gegen seine eigene Regierung 1937 beendete die politische Beteiligung gewählter Frauen am politischen Geschehen bis nach dem Zweiten Weltkrieg.
Das passive Frauenwahlrecht wurde 1932 Gesetz.
Seit dem 3. Mai 1933 gab es die ersten weiblichen Abgeordneten im nationalen Parlament. Carlota Pereira de Queiroz und Bertha Lutz wurden gewählt.

### Chile
Frauen über 21, die lesen und schreiben konnten, erhielten das Wahlrecht für Gemeinde- und Stadtratswahlen zu Beginn der 1930er Jahre. Eine Quelle nennt hierfür den 30. Mai 1931, eine andere 1934. Das uneingeschränkte Wahlrecht wurde in dem Gesetz vom 15. Dezember 1948 festgeschrieben.
Das passive Frauenwahlrecht existierte seit 1931 bei Lokalwahlen, 1949 in vollem Umfang.
1951 wurde in einer Nachwahl die erste Frau ins nationale Parlament gewählt. Die reguläre Wahl war 1949.

### Ecuador

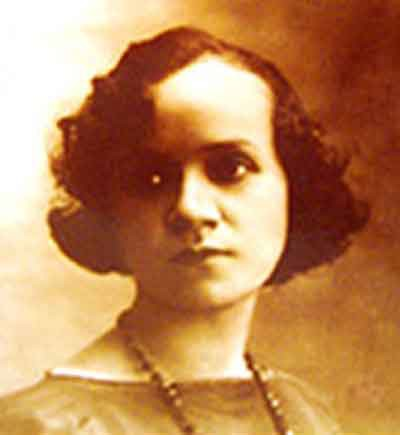
Die Ecuadorianerin Matilde Hidalgo gab 1925 als erste Frau des Kontinents bei nationalen Wahlen ihre Stimme ab.

Frauen wurden in den Verfassungen von 1830 bis 1906 (Ausnahme: 1884) nicht ausdrücklich vom Wahlrecht ausgeschlossen. In der Verfassung von 1929 wurden die Frauen zu Staatsbürgerinnen erklärt, wodurch sie wahlberechtigt wurden. Ecuador gestand Frauen als erstes lateinamerikanisches Land ein beschränktes Wahlrecht zu, aber erst 1946 durften alle Frauen wählen.
Zwischen dem 3. März 1929 und 1967 bestand jedoch Wahlpflicht für Männer, für Frauen war die Teilnahme an der Wahl freiwillig; ab 1967 herrschte für alle Wahlpflicht und die Bedingungen waren erstmals für beide Geschlechter gleich. Für beide Geschlechter war Voraussetzung, dass man für die Ausübung des Wahlrechts lesen und schreiben können musste.
1925 ging zum ersten Mal eine Ecuadorianerin zur Wahl und wurde damit zur ersten Wählerin des Kontinents, Matilde Hidalgo.
Das passive Frauenwahlrecht wurde am 3. März 1929 eingeführt.
Als erste Frau wurde Nela Martínez 1945 ins Parlament gewählt. Da sie eine Ersatzperson war, nahm sie nur gelegentlich an den Sitzungen teil.

### Guyana
Die Entwicklung des Wahlrechts ist mit der Kolonialgeschichte des Gebietes verknüpft: Der Besitz dieser Gebiete wechselte bis 1815 mehrmals zwischen den Kolonialmächten Niederlande, Großbritannien und Frankreich. 1812 wurde nach Frank A. Narain Frauen das Stimmrecht zugestanden, wenn sie Sklaven besaßen oder Einkommensteuer auf mindestens 10 000 Gulden zahlen konnten; in der Quelle finden sich keine Angaben dazu, ob damit Gleichheit zwischen Frauen und Männern hergestellt wurde.
Nach der Niederlage von Napoleon Bonaparte wurden die drei Kolonien auf dem Wiener Kongress 1815 an das Vereinigte Königreich von Großbritannien und Irland übertragen. 1831 wurde hieraus die Kolonie Britisch-Guayana gegründet. Ab 1849 durften nur noch männliche britische Staatsbürger wählen; durch Anforderungen an das Vermögen war deren Wahlrecht weiterhin eingeschränkt.
Nach Frank A. Narain erhielten 1928 die Frauen das Wahlrecht zurück; das Wahlrecht war auch weiterhin an ein bestimmtes Vermögen gekoppelt. Eine andere Quelle nennt 1945 als Jahr für die Einführung des aktiven Frauenwahlrechts zum gesetzgebenden Gremium von Britisch-Guayana.
Noch unter britischer Verwaltung wurde am 16. April 1953 Frauen und Männern ab 20 Jahren das allgemeine Wahlrecht verliehen. Die Grundsätze des allgemeinen, gleichen, geheimen und direkten Wahlrechts waren seit den Wahlen zur National Assembly von 1953 formal in Geltung. Sie wurden bestätigt, als das Land am 26. Mai 1966 unabhängig wurde. Allerdings wurden die Wahlergebnisse seit den Wahlen von 1968 durch die PNC-Regierung gefälscht.
Passives Frauenwahlrecht: Ab 1945 konnten Frauen in das gesetzgebende Gremium gewählt werden, die Anforderungen an das Eigentum wurden zwar gesenkt, blieben aber in Kraft. Am 16. April 1953 wurde das allgemeine Wahlrecht Gesetz.
Erste Wahl einer Frau ins nationale Parlament: Nach Martin drei Frauen, April 1953, nach Pintat kam die erste gewählte Frau erst im Dezember 1968 ins Parlament.

### Kolumbien
Die durch Volksentscheid (10. Dezember 1957) angenommene Verfassungsreform gestand den Frauen das Wahlrecht zu (ein Recht, das bereits im Acto Legislativo Número 3 vom 25. August 1954 von der Verfassunggebenden Versammlung unter der Regierung des General Rojas Pinilla gewährt wurde, aber welches nach seinem Sturz, wie alle Resolutionen des Kongresses, für null und nichtig erklärt wurde; aber das Dekret 247 von 1957 der Militärjunta rief auch die Frauen zum Volksentscheid. Zur Wahl gingen Frauen erstmals 1957.
Das passive Frauenwahlrecht wurde am 25. August 1954 Gesetz.
Die ersten weiblichen Abgeordneten im nationalen Parlament gab es seit dem 16. März 1958. Acht Frauen wurden gewählt.

### Paraguay
Das allgemeine Männerwahlrecht erhielt mit der Verfassung aus dem Jahre 1870 Gültigkeit. Das Gesetz Nummer 704 führte 1961 das allgemeine aktive Frauenwahlrecht auf nationaler Ebene ein. Das Frauenwahlrecht wurde damit am 5. Juli 1961 eingeführt.
Das passive Frauenwahlrecht wurde am 5. Juli 1961 Gesetz.
Die ersten weiblichen Abgeordneten saßen seit dem 1. April 1963 im nationalen Parlament. Zwei Frauen wurden gewählt.

### Peru
Das Wahlgesetz von 1896 gestand allen peruanischen Männern, die mindestens 21 Jahre alt waren, lesen und schreiben konnten und höhere Steuern zahlten, das Wahlrecht zu. 1931 wurde das Zensuswahlrecht abgeschafft und zugleich die Wahlpflicht eingeführt. Alle Männer über 21, sofern sie lesen und schreiben konnten, waren nun wahlberechtigt. Frauen wurden 1955 auf Geheiß von General Manuel Apolinario Odría Amoretti, der seit 1948 als Diktator herrschte, wahlberechtigt. Seine Frau Maria Delgado de Odría und er wollten den Erfolg der Peróns in Argentinien wiederholen, und das Frauenwahlrecht war Teil ihrer Strategie. Somit wurde das Frauenwahlrecht am 7. September 1955 eingeführt. Frauen, die nicht lesen und schreiben konnte, die meisten von ihnen Indigene, waren jedoch bis in die 1980er Jahre vom Wahlrecht ausgeschlossen. Aus diesem Grund war die Wahlbeteiligung der Frauen an den Wahlen von 1956 deutlich niedriger als die der Männer, und der Plan des Generals endete mit einer Wahlniederlage.
Das passive Frauenwahlrecht wurde am 7. September 1955 Gesetz.
Seit dem 7. April 1956 gab es die ersten Frauen im nationalen Parlament: Irene Silva de Santolalla im Senat, in der Camara de Diputados sieben Frauen.

### Suriname
Am 9. Dezember 1948 führte man das allgemeine Wahlrecht ein; auch Frauen waren wahlberechtigt. Bei der Unabhängigkeit im Jahr 1975 wurde dieses Recht bestätigt.
Passives Frauenwahlrecht: 9. Dezember 1948
Erste Wahl einer Frau ins nationale Parlament: Zwei Frauen, Oktober 1975. Vor der Unabhängigkeit wurde im März 1963 eine Frau in das Parlament von Suriname gewählt.

### Uruguay
Anfang des zwanzigsten Jahrhunderts wurde in Uruguay im Zusammenhang mit der Diskussion um das allgemeine Wahlrecht auch die Frage nach dem Frauenwahlrecht aufgeworfen. Die Frauenrechtsaktivistin Paulina Luisi trug dieses Thema auch in andere lateinamerikanische Länder, etwa in ihrer Rede beim ersten Congreso Panamericano des Instituto Interamericano del Niño, la Niña y Adolescentes (Interamerikanischen Kinder- und Jugendlicheninstituts) 1916 in Buenos Aires.
Auf lokaler Ebene fand in Uruguay die erste Wahlausübung einer Frau in Südamerika überhaupt statt: Die Volksabstimmung in der Stadt Cerro Chato, 1927.
Während des 19. Jahrhunderts galt in Uruguay ein beschränktes Männerwahlrecht. Die Verfassung von 1918 führte das allgemeine Männerwahlrecht ein.
Im Zuge der Verfassungsänderung von 1932 verabschiedeten beide Parlamentskammern mit einer Zweidrittelmehrheit das Wahlrecht für Frauen. Die Debatte in der Abgeordnetenkammer im Oktober 1932 wurde zu einer Art Wettbewerb zwischen den politischen Führern, die einander und der Nation ihren langjährigen Glauben an das Frauenwahlrecht demonstrierten. Der Senat nahm das Frauenwahlrecht ohne Debatte an. Es wurde am 16. Dezember 1932 eingeführt.
In der Verfassung von 1934 ist das allgemeine Wahlrecht für alle Uruguayer und Uruguayerinnen  über 18 Jahre verbrieft.
Sechs Jahre nach dem Erhalt des allgemeinen Wahlrechts, bei den Wahlen von 1938, durften Frauen ihr Stimmrecht zum ersten Mal ausüben.
Erst nach der Reform des Zivilgesetzbuches von 1946 konnten Frauen in den Kongress gewählt werden.
Das passive Frauenwahlrecht wurde am 16. Dezember 1932 Gesetz.
Die ersten weiblichen Abgeordneten saßen seit November 1942 im nationalen Parlament. Vier Frauen wurden gewählt.

### Venezuela
Das Wahlgesetz von 1945 konzedierte erstmals den Frauen das Recht, an Wahlen zu kommunalen Vertretungskörperschaften teilzunehmen. Am 28. März 1946 wurden das allgemeine, gleiche und direkte Wahlrecht etabliert.
Das passive Frauenwahlrecht wurde ebenfalls am 28. März 1946 eingeführt.
Weibliche Abgeordnete im nationalen Parlament gab es erstmals 1946. Neun Frauen wurden im Oktober 1946 in die Konstituierende Versammlung gewählt, zwei Frauen im Februar 1948 in die Cámara de Diputados, zwei Frauen im Februar 1948 in den Senat.

## Karibik

### Antigua und Barbuda
Allgemeines Wahlrecht seit den Wahlen zum House of Representatives 1951.
Passives Frauenwahlrecht: 1. Dezember 1951
Erste Wahl einer Frau ins nationale Parlament: Bridget Harris (Abgeordnetenhaus), März 1994; davor waren zwei Frauen in den Senat berufen worden, April 1984.

### Bahamas
1959 wurde unter britischer Verwaltung das Wahlrecht für Männer eingeführt. Wer bestimmte Anforderungen in Bezug auf Vermögen erfüllte, erhielt eine zweite Stimme. Frauen erhielten am 18. Februar 1961 das aktive Wahlrecht, und 1964 waren alle Einschränkungen in Bezug auf Eigentum abgeschafft. Bei der Unabhängigkeit 1973 wurde das Wahlrecht bestätigt.
Passives Frauenwahlrecht: 18. Februar 1961
Erste Wahl einer Frau ins nationale Parlament: Janet Bostwick, Unterhaus (House of Assembly), Juni 1982. Bereits 1977 war sie durch Ernennung Mitglied des Oberhauses (Senats) geworden.

### Barbados
Das aktive Frauenwahlrecht wurde am 23. Oktober 1950 eingeführt.
Die Grundsätze des allgemeinen, gleichen, geheimen und direkten Wahlrechts waren seit den Wahlen zum House of Assembly von 1951 in Geltung. 1966 wurde Barbados unabhängig.
Passives Frauenwahlrecht: 23. Oktober 1950.
Erste Wahl einer Frau ins Parlament in der Kolonialzeit: Edna Bourne 18. Dezember 1951. 1966 wurde eine Frau ohne Wahl ins nationale Parlament berufen (ernannt). Erste Wahl einer Frau ins nationale Parlament: Gertrude Eastmond, September 1971.

### Dominica
Unter britischer Verwaltung erhielten Frauen im Juli 1951 das aktive und passive Wahlrecht. Dieses wurde bei der Unabhängigkeit 1978 bestätigt.
Erste Wahl einer Frau ins nationale Parlament: 1980.

### Dominikanische Republik
Das aktive und passive Frauenwahlrecht besteht seit 1942.
1942 wurden zwei weibliche Abgeordnete ins nationale Parlament gewählt.

### Grenada
Vor der Unabhängigkeit wurde Frauen unter der britischen Verwaltung am 1. August 1951 das Wahlrecht gewährt. Dies wurde bei der Unabhängigkeit bestätigt.
Passives Frauenwahlrecht: 1. August 1951
Erste Wahl einer Frau ins nationale Parlament: Drei Frauen, Februar 1972.

### Haiti
Bis 1950 galt in Haiti ein Zensuswahlrecht, das bestimmte Einkommens- und Besitzgrenzen für die Erlangung des Wahlrechts erforderlich machte. Darüber hinaus waren Frauen bis 1950 vom aktiven und passiven Wahlrecht ausgeschlossen.
Die Verfassung von 1985 dehnte das Wahlrecht auf alle Bürgerinnen und Bürger aus.
Das passive Frauenwahlrecht wurde am 25. November 1950 Gesetz. Nach den Wahlen vom 6. Dezember 1950 war das passive Frauenwahlrecht garantiert und wurde in Artikel 16 der Verfassung von 1957 bestätigt.
Die ersten weiblichen Abgeordneten wurden am 12. Mai 1961 ins nationale Parlament gewählt. Drei Frauen erlangten ein Mandat.

### Jamaika
Jamaika ist eines der wenigen Länder, in denen das Frauenwahlrecht während des Zweiten Weltkriegs Gesetz wurde. Für die erste Wahl am 20. November 1944 galt bereits das allgemeine Wahlrecht. Bei der Unabhängigkeit am 6. August 1962 wurde das allgemeine Wahlrecht bestätigt.
Passives Frauenwahlrecht: 20. November 1944.
Erste Wahl einer Frau ins nationale Parlament: Zwei Frauen, gewählt Februar 1967 (erstes Parlament nach der Unabhängigkeit). Erste Frau, die in das koloniale legislative Gremium gewählt wurde: Iris Collins-Williams, 14. Dezember 1944.

### Kuba
Die Verfassung von 1901, die 1928 in wesentlichen Teilen reformiert wurde, etablierte das allgemeine Männerwahlrecht. Zwar hatte der Gerardo Machado während seines Wahlkampfes 1925 die Unterstützung des Frauenwahlrechts zugesagt, doch wurde bereits im selben Jahr klar, dass es sich dabei um ein Lippenbekenntnis gehandelt hatte: Die von ihm eingeführten Einschränkungen trafen nicht nur Kommunisten, sondern auch Feministinnen.
Wie auch in anderen Ländern kam in Kuba das Frauenwahlrecht mit einer Revolution: Die Entmachtung des Diktators Machado führte dazu, dass Kuba das vierte lateinamerikanische Land mit Frauenwahlrecht wurde.
Bereits die (provisorische) Ley Constitucional vom 2. Januar 1934 sah das allgemeine Wahlrecht vor. Am 3. Februar 1934 wurde das Frauenwahlrecht in die vorläufige Verfassung aufgenommen. Aber erst mit der Annahme der Verfassung von 1940 wurde das Frauenwahlrecht eingeführt; die übrigen provisorischen Verfassungstexte änderten dieses Prinzip nicht.
Das passive Frauenwahlrecht wurde am 2. Januar 1934 beschlossen.
1936 gab es erstmals weibliche Parlamentsabgeordnete. Sechs Frauen wurden gewählt.

### St. Kitts und Nevis
Das aktive Frauenwahlrecht wurde am 19. September 1951 eingeführt.
„Seit den Wahlen zur National Assembly von 1951 galten die Grundsätze des allgemeinen, gleichen, geheimen und direkten Wahlrechts.“ Bei der Unabhängigkeit des Landes 1983 wurde das Frauenwahlrecht bestätigt.
Passives Frauenwahlrecht: 19. September 1951
Erste Wahl einer Frau ins nationale Parlament: Constance Mitcham, Juli 1984.

### St. Lucia
„Seit den Wahlen zur National Assembly von 1951 galten die Grundsätze des allgemeinen, gleichen, geheimen und direkten Wahlrechts.“ Das Recht wurde am 13. Oktober 1951 erstmals ausgeübt und bei der Unabhängigkeit des Landes 1979 bestätigt.
Erste Wahl einer Frau ins nationale Parlament: Marie Grace Augustin, 1954, erste Frau, die in das koloniale gesetzgebende Gremium gewählt wurde (Legislative Council); erste Frau, die in das nationale Parlament (Senat) berufen wurde: Zwei Frauen, Juli 1979; aber es wurde bis 2000 (Erscheinungsjahr der Quelle) noch keine Frau in das House of Assembly (nationales Parlament) gewählt.

### Trinidad und Tobago
Noch vor der Unabhängigkeit, unter britischer Verwaltung, erhielten Frauen 1946 das aktive und passive Wahlrecht. Diese Rechte wurden bei der Unabhängigkeit 1962 bestätigt.
Passives Frauenwahlrecht: 1946.
Erste Wahl einer Frau ins nationale Parlament: Isabel Ursula Tesha, House of Representatives, 4. Dezember 1961. 1946, also noch vor der Unabhängigkeit, war eine Frau zur Parlamentsabgeordneten ernannt worden.